# Assimilação linguística
A assimilação linguística é um fenômeno que ocorre quando uma população (geralmente de imigrantes) se adapta à língua da sociedade em que está inserida, abandonado seu idioma de origem. Isso costuma se dar em três gerações: os bisnetos de imigrantes geralmente não sabem falar a língua em que seus bisavós eram nativos. O processo de assimilação pode se dar gradualmente, ao longo de várias décadas de integração, ou por meio de políticas linguísticas que impõem uma língua oficial em detrimento das minoritárias.